# Rabbit Kekai
Albert Kekai (Honolulú, 11 de noviembre de 1920 - ibídem, 13 de mayo de 2016), conocido como Rabbit Kekai, fue un surfista estadounidense.

## Vida
Dedicado profesionalmente al surf fue uno de los innovadores originales del surf moderno. Fue un maestro dominante de este deporte en los años 1930, 1940 y 1950, y también un ganador de los títulos internacionales de Perú y Makaha.
Kekai nació en Honolulu, Hawái, en 1920. Vivió con sus padres y cinco hermanos cerca de la orilla de Waikiki. Su gusto por el surf comenzó a la edad de tres años, cuando su tío, un salvavidas, le enseñó cómo surfear, y a los cinco años, Keika ya surfeaba por su cuenta. Kekai fue uno de los miembros fundadores del club Waikiki Surf, el cual también le ayudó a ganar numerosos campeonatos de surf, además de haber ganado numerosos títulos de surf independientemente. 
El concurso de surf de Rabbit Kekai se llevaba a cabo cada año en la playa de Waikiki para promover el surf en los niños de Hawái.
Kekai falleció el 13 de mayo de 2016 a los 95 años. 